# Esquirol volador de Jentink
L'esquirol volador de Jentink (Hylopetes platyurus) és una espècie de rosegador de la família dels esciúrids. Viu a Indonèsia i Malàisia. Té una gran varietat d'hàbitats naturals que van des de les selves perennifòlies fins als camps de conreu, tant a la plana com a la muntanya. El seu entorn pateix desforestació a causa de la tala d'arbres i la transformació del terreny per a usos agrícoles.